# Olympische Winterspiele 2006/Teilnehmer (Senegal)
Der Senegal nahm an den Olympischen Winterspielen 2006 im italienischen Turin mit einem Athleten teil.

## Teilnehmer nach Sportarten

### Ski alpin
- Leyti Seck